# Johann Christian Wolff
Johann Christian Wolff (* 14. Juli 1685 in Jena; † im 18. Jahrhundert) war ein deutscher Mediziner und Amts- und Land-Physicus in Düben.

## Leben
Johann Christian Wolff studierte an der Universität in Jena Medizin. Anschließend wurde er Arzt in Dessau und Eilenburg und wirkte als Amts- und Land-Physicus in Düben.
Am 26. August 1717 wurde Johann Christian Wolff unter der Matrikel-Nr. 330 mit dem akademischen Beinamen Sokrates III. als Mitglied in die Leopoldina aufgenommen.